# Ariane de Lucy
Amazilia luciae
Espèce
Statut de conservation UICN

 EN B1ab(i,ii,iii,v);C2a(i) : En danger
Statut CITES
L'Ariane de Lucy (Amazilia luciae, parfois aussi Polyerata luciae) est une espèce d'oiseaux de la famille des Trochilidae.
Cet oiseau est endémique du Honduras.

## Habitat
L'espèce n'existe plus que sur quatre sites des vallées arides de l'intérieur du pays. Elle habite des forêts, des fruticées et des brousses sèches dans un environnement principalement aride jusqu'à une altitude de 1 220 mètres environ.

Carte de répartition de l'espèce

L'espèce est en danger d'extinction à cause de la destruction par l'homme de son habitat naturel (principalement les brousses), pour ses besoins agricoles. En 2013, BirdLife International rapporte qu'il existe plusieurs projets qui menacent de réduire encore plus son aire de répartition.